# Saint-Légier-La Chiésaz
Pour les articles homonymes, voir Légier et Saint-Léger.

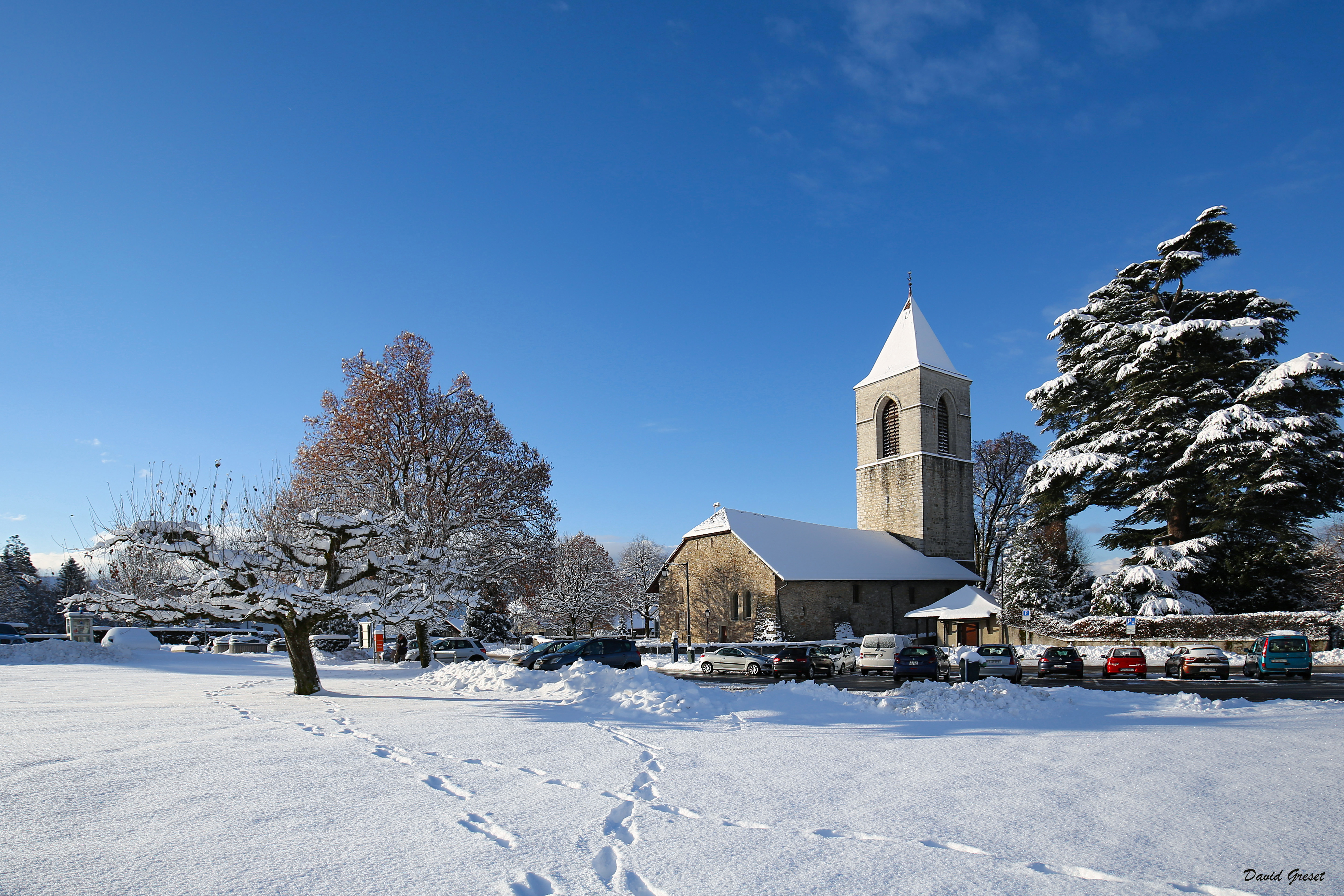

Photo aérienne (1964)

Saint-Légier-La Chiésaz (API : [sɛ̃leʒjɛʁla ʃjeza]) est une ancienne commune et une localité de la commune de Blonay - Saint-Légier, située dans le district vaudois de la Riviera-Pays-d'Enhaut, en Suisse. 
Elle est située au-dessus de Vevey, sur le flanc des Pléiades.

## Histoire
Le 27 septembre 2020, la commune a accepté une convention de fusion avec la commune de Blonay, qui est entrée en vigueur le 1er janvier 2022, pour former la commune de Blonay - Saint-Légier.

## Enseignement
On y trouve l'École internationale bilingue du Haut-Lac.

## Monuments
La commune compte deux monuments classés comme bien culturel suisse d'importance nationale : l'église réformée Notre-Dame de La Chiésaz et le château d'Hauteville à Saint-Légier.

## Personnalités de la commune
- Gustave Roud (1897 - 1976), poète et photographe né à Saint-Légier.
- Marjolijn Greeve (1938-2023), cavalière néerlandais de dressage, y est décédée.
- Virginie Faivre (1982 - ), skieuse acrobatique. Triple championne du monde.
- Fanny Chollet (1991 - ), pilote de chasse, y est née.